# Obwód Lwów Zachód Armii Krajowej
Obwód Lwów Zachód – jednostka terytorialna Związku Walki Zbrojnej, a później Armii Krajowej. 
Wchodził w skład Inspektoratu Lwów Miasto Okręgu Lwów Obszaru Południowo-Wschodniego AK.

## Komendanci obwodu
- mjr Emil Macieliński „Kornel”[2],
- od stycznia 1942 do 31 lipca 1944: por. Włodzimierz Białoszewicz „Grzmot” (1902–1999).